# Koliko si moja

Koliko si moja? je družbeni roman oziroma literarna študija, ki je nastala izpod peresa slovenskega pisatelja Andreja E. Skubica. Avtor opisuje zgodbo s tri-tirno strukturo o ljubezni, boju za lastnino, v retrospektivi pa tudi zgodbo z začetka 20. stoletja. 
Knjiga je izšla leta 2011 pri Študentski založbi v Ljubljani. Naslovno stran je oblikovala Andreja Brulc. Delo pa spada v Knjižno zbirko Žepna Beletrina.

## Vsebina
Bralcu je zgodba predstavljena skozi oči glavnega protagonista, Toma Veisa, ki se mu življenje povsem spremeni, ko mu punca Anja pove, da je noseča z drugim moškim. Tomo njuno zvezo hitro konča in se iz Ljubljane preseli v svoj rojstni kraj Ter v Zgornjo Savinjsko dolino. S spremembo okolja si želi urediti življenje, vendar se kmalu pojavijo težave z njegovo materjo, Fehrijo Veis, ter bližnjim sosedom Juvanom, s katerim se spusti v boj za lastništvo nad določeno zaplato zemlje. Ker pa to seveda še ni dovolj težav za tega štiridesetletnika, se v celotni zgodbi še vedno pojavljajo nerešene zadeve z Anjo. Tomo, kot filmski producent, pa v vsej tej zmedi poskuša tudi ustvarjati, zato razišče domače podstrešje, kjer najde stara pisma, ki mu prinesejo veliko zanimivih informacij o njegovih predniki ter sovaščanih. 
Avtor zgodbo opisuje v sodobnem času z zelo zanimivimi zapleti. Tomo se vidi kot sredi »absurdne tragične zgodbe, kjer tip sredi zapletenih, zgodovinsko zahtevnih okoliščin pravzaprav najebe po naključju«. Zaradi tega so njegovi monologi na določen način tudi cinični ter posledično smešni.
Zanimivo je, da roman opisujejo kot prozo, literarno študijo, družbeni roman in družbenokritični roman. Pravtako pa se zasledi tudi izraz romaneskna zgodba.

## Zbirka
Knjižna zbirka Beletrina.

## Izdaje
- Študentska založba, 2011 COBISS
- Študentska založba, 2012 COBISS
- Študentska založba, 2012 (Elektronski vir) COBISS

## Ocene in nagrade
Za to delo je avtor leta 2012 dobil Kresnikovo nagrado.